# グスタフ・ギルバート
ガスターヴ・マーク・ギルバート（Gustave Mark Gilbert、1911年9月30日 - 1977年2月6日）は、アメリカ合衆国の心理学者、軍人。ニュルンベルク裁判の際に心理分析官として被告人のナチス幹部たちを観察した人物として知られる。

## 経歴
1911年、アメリカ・ニューヨークのユダヤ人家庭に生まれた。父はオーストリアからの移民だった。ギルバートが9歳の時に父は死んだ。母は彼と二人の弟を養育しきれず、ウエストチェスター郡のユダヤ系の福祉施設に預けた。奨学金を得て勉学に励み、ニューヨーク市立大学シティカレッジに入学した。1939年にコロンビア大学から心理学の博士号を授与された。
第二次世界大戦中には軍の心理学者として中尉階級でアメリカ陸軍に入隊した。その後、大尉に昇進した。ドイツ語を喋れることから情報将校としてドイツ人捕虜の尋問などを担当していた。
戦後、ギルバートはドイツの一般民間人の家に泊まり込み、彼らと今度の戦争についての話をし、彼らの心理状態を調査しようとしたが、彼らは一様に「我々は嘘をつかれて裏切られた」と主張し、国民自身が戦争を望んでいたことや、ユダヤ人虐殺に賛成したことを頑なに認めようとしなかったことに失望し、一般ドイツ国民の精神状態を「哀れなまでの自己正当化」と分析した。
つづいてナチス指導層も精神分析したいと考え、ニュルンベルク裁判で戦犯として起訴された者たちを収容するニュルンベルク刑務所への配属を希望した。通訳として勤務が認められ、この際に刑務所長バートン・アンドラス大佐に心理学者としての自分を売り込み、ついに念願の刑務所付き心理分析官に任じられた。被告人達の心理状態を観察する役を任せられ、ヘルマン・ゲーリングら被告人の精神状態について多くの記録を残した。彼と対話した時にゲーリングが述べた「国民が戦争したがるように仕向けるのは簡単。国の危機を宣伝し、平和主義者を非難すればいいだけ。これはどんな体制でも同じ」はよく知られている。
裁判後、1950年にニュルンベルク裁判での被告人の精神分析をもとに、『独裁の心理学 ナチ指導者の尋問に基づいて（The Psychology of Dictatorship : Based on an examination of the leaders of Nazi Germany）』ISBN 978-0313219757を上梓した。1954年9月にミシガン州立大学の助教授に就任。その後、ブルックリンのロングアイランド大学(en:Long Island University)の心理学部長となる。
1961年にはエルンスト・カルテンブルンナーとルドルフ・フェルディナント・ヘスの心理分析を行った者としてイスラエル政府よりアドルフ・アイヒマンの裁判の証人として招かれてエルサレムを訪れ、ホロコーストについての証言をおこなった。
1977年2月6日に死去した。

## 被告たちからの評価
- エルンスト・カルテンブルンナー「ギルバート博士はアメリカの正義を吹聴して歩き、裁判官が彼らなりのやり方で正義を実践しようとしているのはもっともだと言っているが、自分でやっていることは全く逆で我々を大いに苦しめている。被告は一般紙の購読を許されていない。現下の掲載記事を答弁に役立てることを禁じられているのだ。それなのにギルバートは被告に見せてはならないという規則を破って『星条旗新聞』を我々に見せている。ただしランツベルクで絞首刑になった戦犯の写真など我々を激怒させるとわかっているものが掲載される時に限ってだが。ギルバートはこれまでも散々似たようなことをしてきたが、それは理解に苦しむ行為で、ここで裁かれている我々を不安に陥れようというケチな了見にしか見えない。故意に不安を煽るのは悪趣味というものだからやめてもらいたい。」[4]
- ハンス・フリッチェ「彼は個人的には非常に思いやりのある好人物なのだが、全体として彼の態度は憎しみをはらんでいる。私の事、あるいはナチ運動の中で私の果たした役割を理解するには、個人的感情を交えてはいけないのだから、ごく率直に言って彼は私の言うことを理解できないし、私に対して何もできない。」[5]
- 自殺したゲーリングのアンドラス所長に宛てた遺書「私の身体検査にあたった者を責めるべきではない。なぜならカプセルは事実上発見不可能だったからだ。もし発見されたとしてもそれは単なる偶然だっただろう。追伸、ギルバート博士こそ処刑方法を銃殺刑にしてくれという私の嘆願が却下されたとわざわざ伝えにきてくれた人である。」[6]。

## 被告人たちへの知能検査
ニュルンベルク裁判被告人たちにドイツ語版のアメリカのウェクスラー・ベルビュー成人知能検査を行った。この検査は次の項目からなっていた。
- A 記憶と概念使用に関する言語検査
  - 1.長さの増大する数列系の記憶範囲
  - 2.単純な算術。難しさは次第に増大する
  - 3.常識質問
- B 観察と感覚と運動の同位化による作業検査
  - 5.符号置き換えテスト(数字と記号の置き換え)
  - 6.事物集め(ジグソーパズルのようなもの)
  - 7.色のついた積み木のデザインを変更する
  - 8.絵の欠けた部分を認識する

結果は以下の通りであった。なおシャハト、フォン・パーペン、レーダー、シュトライヒャーなど高齢者は素点のIQより15から20加算されて算出されている。
| 順位 | 名前                                     | 知能指数(IQ) |
| ---- | ---------------------------------------- | ------------ |
| 1位  | ヒャルマル・シャハト博士                 | 143          |
| 2位  | アルトゥル・ザイス＝インクヴァルト博士   | 141          |
| 3位  | ヘルマン・ゲーリング                     | 138          |
| 3位  | カール・デーニッツ                       | 138          |
| 5位  | フランツ・フォン・パーペン男爵           | 134          |
| 5位  | エーリヒ・レーダー                       | 134          |
| 7位  | ハンス・フランク博士                     | 130          |
| 7位  | ハンス・フリッチェ                       | 130          |
| 7位  | バルトゥール・フォン・シーラッハ         | 130          |
| 10位 | ヨアヒム・フォン・リッベントロップ       | 129          |
| 10位 | ヴィルヘルム・カイテル                   | 129          |
| 12位 | アルベルト・シュペーア                   | 128          |
| 13位 | アルフレート・ヨードル                   | 127          |
| 13位 | アルフレート・ローゼンベルク             | 127          |
| 15位 | コンスタンティン・フォン・ノイラート男爵 | 125          |
| 16位 | ヴァルター・フンク                       | 124          |
| 16位 | ヴィルヘルム・フリック博士               | 124          |
| 18位 | ルドルフ・ヘス                           | 120          |
| 19位 | フリッツ・ザウケル                       | 118          |
| 20位 | エルンスト・カルテンブルンナー博士       | 113          |
| 21位 | ユリウス・シュトライヒャー               | 106          |

検査の結果、ナチ党指導部はシュトライヒャー以外全員が平均的知能(90-110)以上であることが証明された。ギルバートはシャハト、ザイス＝インクヴァルト、ゲーリング、デーニッツの四名を「天才」に分類した。特にシャハトとザイス＝インクヴァルトの140台というのは世界全人口の1％以下の人間が有する頭脳であった。